# A la sombra de un león
A la Sombra de un León es el 10.º álbum de estudió grabado por la cantante española Ana Belén. Lanzado por el sello discográfico CBS Records en 1988, contó con la producción de Geoff Westley. Algunas canciones destacadas del álbum son "A la sombra de un león" y una versión del tema "Lobo Hombre en París" del grupo de pop rock y new wave La Unión.

## Lista de Canciones
| 1   |                                                        |                                                                    |          |  |
| N.º | Título                                                 | Letras                                                             | Duración |  |
| 1.  | «A la sombra de un león»                               | Joaquín Sabina • Josep Maria Bardagí                               | 4:00     |  |
| 2.  | «En Sus Ojos Un Barco»                                 | Gloria Varona • Javier Martínez • Manuel Rodríguez • Pancho Varona | 4:24     |  |
| 3.  | «Faltando Un Pedazo (Faltando Un Pedaço) (Con Djavan)» | Víctor Manuel (cantante)                                           | 4:58     |  |
| 4.  | «A Pesar De Usted»                                     | Bernardo Fuster • Luis Mendo                                       | 4:28     |  |
| 5.  | «Lobo-Hombre en París»                                 | Iñigo Zabala • Luis Bolín • Mario Martínez • Rafa Sánchez          | 4:22     |  |

| 2   |                                              |                                                                      |          |  |
| N.º | Título                                       | Letras                                                               | Duración |  |
| 1.  | «Jambo»                                      | Robert Hill • Víctor Manuel (cantante)                               | 4:36     |  |
| 2.  | «No Existe Fuerza En El Mundo»               | Gustavo Santaolalla                                                  | 5:26     |  |
| 3.  | «Sueño En Gris (Dream A Little Dream Of Me)» | Fabian Andre • Gus Kahn • Wilbur Schwandt • Víctor Manuel (cantante) | 4:40     |  |
| 4.  | «Adiós A La Rama»                            | Ruben Rada                                                           | 6:18     |  |